# Twin Lakes (hrabstwo Adams)
Twin Lakes – jednostka osadnicza w Stanach Zjednoczonych, w stanie Kolorado, w hrabstwie Adams.